# Titanes Planetarios
Titanes Planetarios fue una revista de historietas publicada por Editorial Novaro desde 1953, con 455 números ordinarios y 2 extraordinarios, publicados estos los días 1 de noviembre de 1961 y 1962.

## Contenido
Titanes Planetarios traducía el material de varios revistas de historietas de ciencia ficción de la compañía estadounidense DC Comics, en especial Strange adventures (1950-1973) y Mystery in Space (1951-1966), presentando por primera vez en Español (México) las aventuras de héroes como Adán Luna.
Incluyó también historietas del comic book Challengers of the Unknown, convenientemente rebautizado como Los Temerarios.
| N.º | Fecha      | Título                                           | Título original                                | Guionista       | Dibujante         | N.º pág. | Publicación original          | Fecha original  |
| --- | ---------- | ------------------------------------------------ | ---------------------------------------------- | --------------- | ----------------- | -------- | ----------------------------- | --------------- |
|     |            | '                                                | '                                              |                 |                   |          |                               |                 |
| 146 | 15/10/1962 | Los Temerarios: La guardiana de la caja del rayo | Death Guarded the Doom Box                     |                 | Bob Brown         | 12       | Challengers of the Unknown 23 | 12/1961-01/1962 |
| 146 | 15/10/1962 | Los Temerarios: La isla en el cielo              | The Island in the Sky!                         |                 | Bob Brown         | 12       | Challengers of the Unknown 23 | 12/1961-01/1962 |
| 167 | 01/09/1963 | Adán Luna: Guerra Mundial en la Tierra y en Rann | Adam Strange: World War on Earth and Rann      | Gardner Fox     | Carmine Infantino | 16       | Mystery in Space 82           | 03/1963         |
| 167 | 01/09/1963 | El peligro de la patrulla planetaria             | The Planet Patrol Peril                        | Gardner Fox     | Sid Greene        | 9        | Mystery in Space 82           | 03/1963         |
| 218 | 15/10/1965 | El diario de un ciudadano de 9 Planetas          | The Diary of the Nine-Planet Man               |                 | Lee Elias         | 9        | Strange Adventures 171        | 12/1964         |
| 218 | 15/10/1965 | La intriga contra la Tierra                      | The Amazing Alien Frame-Up                     |                 | Howard Sherman    | 8        | Strange Adventures 171        | 12/1964         |
| 218 | 15/10/1965 | Prisionero del Trono viviente                    | Prisoner of the Living Throne                  |                 | Howard Purcell    | 8        | Strange Adventures 171        | 12/1964         |
| 228 | 15/05/1966 | Blas Falcón: El caso del cuarteto cósmico        | Star Hawkins: The Case of the Cosmonik Quartet | Dave Wood       | Gil Kane          | 8        | Strange Adventures 176        | 05/1965         |
| 228 | 15/05/1966 | El aparato transmutador                          | Presto! Something Old - To Something New       | Dave Wood       | Jack Sparling     | 8        | Strange Adventures 176        | 05/1965         |
| 228 | 15/05/1966 | La gente sin facciones                           | The Faceless People                            | Dave Wood       | Lee Elias         | 9        | Strange Adventures 176        | 05/1965         |
| 245 | 01/12/1966 | Ultra el multihéroe                              | Ultra the Multi-Alien                          | Dave Wood       | Lee Elias         | 9        | Mistery in Space 103          | 11/1965         |
| 400 | 08/08/1977 | El hombre eléctrico                              | The Electric Man                               | John Broome     | Sy Barry          | 6        | Strange Adventures 54         | 03/1955         |
| 400 | 08/08/1977 | El emperador de la selva                         | The Gorilla Who Challenged the World           | Edmond Hamilton | Sy Barry          | 6        | Strange Adventures 55         | 03/1955         |
| 400 | 08/08/1977 | Cámara interplanetaria                           | Interplanetary Camera                          | Otto Binder     | Gil Kane          | 6        | Strange Adventures 54         | 03/1955         |
| 400 | 08/08/1977 | La caza del robot                                | The Robot Dragnet                              | Otto Binder     | Henry Sharp       | 6        | Strange Adventures 54         | 03/1955         |
| 400 | 08/08/1977 | El témpano humano                                | The Human Icicle                               | Otto Binder     | Carmine Infantino | 6        | Strange Adventures 53         | 02/1955         |